# Illusion (Alice Babs-album)
Illusion är ett musikalbum från 2007 med Alice Babs. Dessutom medverkar Jan Johansson och Georg Riedels orkester.

## Inspelning
Inspelningen gjordes av Sveriges Radio i Stockholm den 19 och 20 oktober 1966. Sammanställningen till ett album skedde först drygt 40 år senare.

## Utgåvor
Originalutgåvan på CD, Vax Records CD 1006, har följts av digital nedladdning.

## Låtlista
1. Song for the Dreamer (John Lewis / Margo Guryan) – 2'40
2. Om jag än förstått (La Cantatrice) (Lewis / Judith Dvorkin / Eric Sandström) – 3'08
3. Illusion (Illusie) (Jules de Corte / Sandström) – 3'07
4. Om du så vill (Als jij het wilt) (de Corte / Sandström) – 2'34
5. Mer än vänskap (Georg Riedel / Sandström) – 2'54
6. Någon och ingen (Mijnheer N.N.) (de Corte / Sandström) – 3'12
7. Je vous aime (de Corte / Sandström) – 3'47
8. I Molom vid människodalen (Alf Hambe) – 1'56
9. Jag ville så gärna veta (Ik zou wel eens willen weten) (de Corte / Sandström) – 2'17
10. Främmad fågel (Riedel / Sandström) – 2'24
11. En snäcka i sanden (Reinhold Svensson / Signe Hasso) – 2'39
12. Där bor en konung (Svensson / Hasso) – 2'01
13. Sjöng bäcken (Svensson / Hasso) – 2'49
14. Forgotten Wind (Riedel / Hasso) – 2'21

## Medverkande
- Alice Babs – sång
- Georg Riedel - bas, arrangör[3]
- Jan Johansson - piano, gitarr, vibrafon, klockspel
- Maffy Falay - trumpet
- Weine Renliden - trumpet
- Lars Samuelson - trumpet
- George Vernon - trombon
- Rolf Blomquist - tenorsaxofon
- Arne Domnérus - klarinett, altsaxofon
- Bertil Erixon - altsaxofon
- Rolf Lindell - klarinett
- Erik Nilsson - basklarinett, barytonsaxofon
- Claes Rosendahl - altflöjt, flöjt, tenorsaxofon
- Knut Almroth - flöjt
- Jerker Halldén - flöjt
- Lennart Malmer - flöjt
- Yvonne Bergström - violin
- Inge Boström - violin
- Åke Hedlund - viola
- Charlie Cöster - cello
- Thore Swanerud - celesta
- Rune Gustafsson - gitarr
- Egil Johansen - trummor

## Listplacering
| Lista (2007) | Topplacering |
| ------------ | ------------ |
| Sverige      | 31           |

### Fotnoter
1. ↑  Zackrisson, Lasse: "A complete discography of all Alice Babs recordings 1939-2002" (CD-ROM), Vax Records, Vaxholm, 2010.
2. ↑  ”Svensk mediedatabas”. http://smdb.kb.se/catalog/id/002114859. Läst 25 maj 2013.
3. ↑  Omslag "Illusion", Vax Records CD 1006, Vax Records.
4. ↑  ”Listplacering”. http://hitparad.se/showitem.asp?interpret=Alice+Babs+med+Jan+Johansson+%26+Georg+Riedels+Orkester&titel=Illusion&cat=a. Läst 25 maj 2013.